# Max von Loos
Max von Loos (rodným jménem Maximilian Franz Loos von Losimfeldt, 4. března 1858 Třeboň – 5. ledna 1953 Kötschach-Mauthen, Rakousko) byl německo-český architekt. Pocházel z česko-rakouského šlechtického rodu Loos von Losimfeldt. Jakožto architekt působil především v rakouském Innsbrucku, a také Ústí nad Labem a Teplicích v severních Čechách.

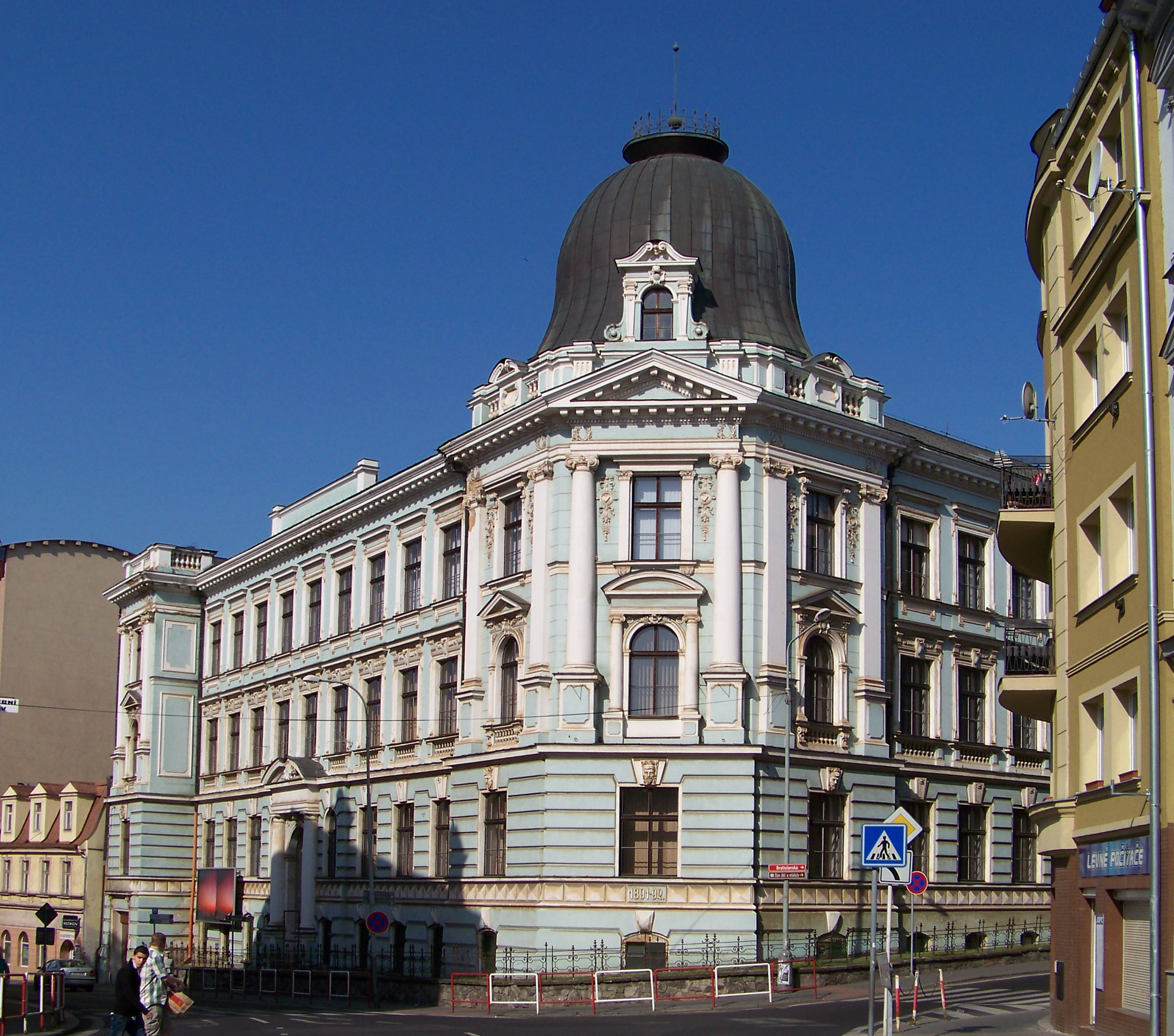
Bývalá státní střední škola v Ústí nad Labem

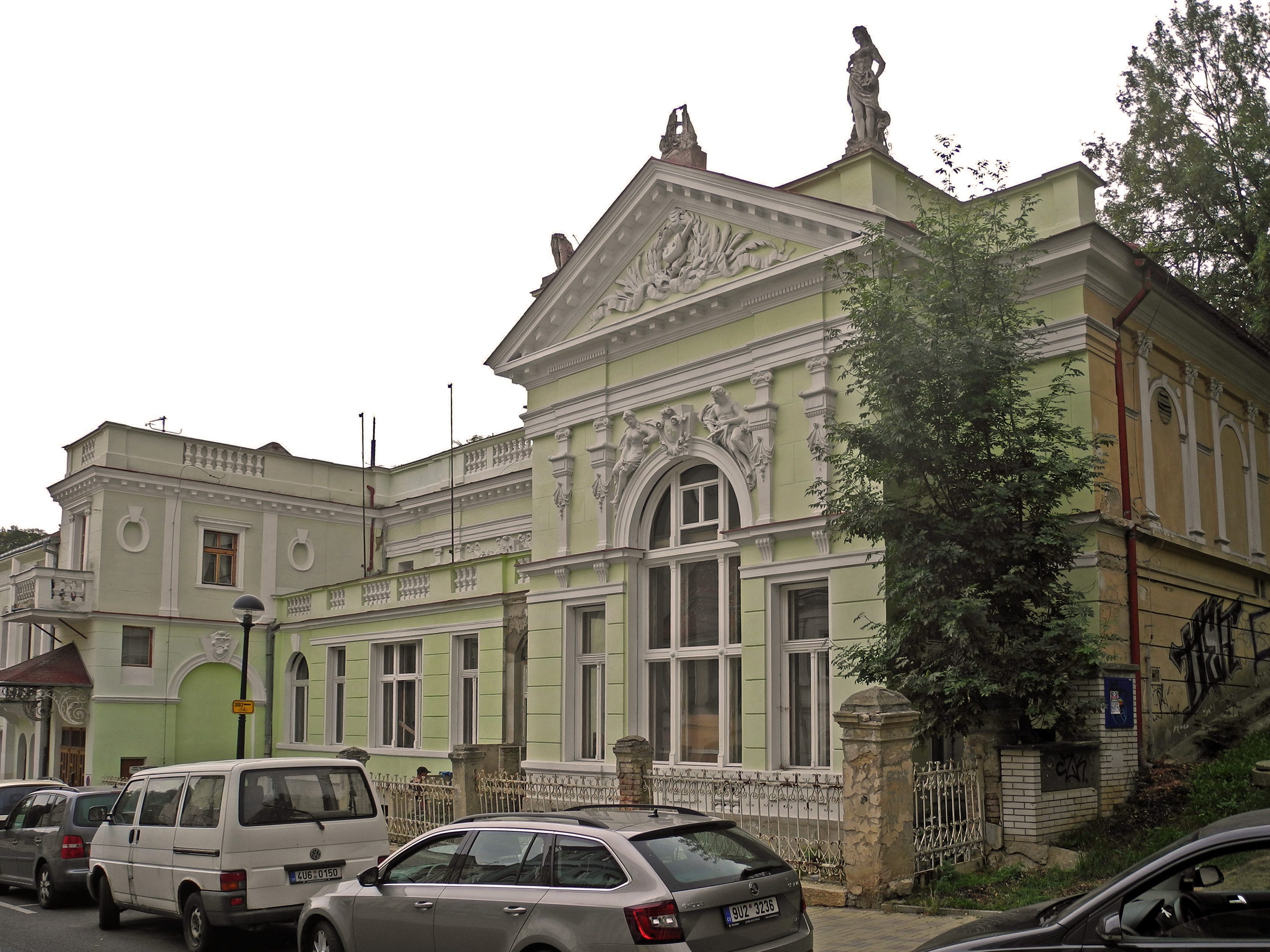
Bývalá klubovna „Lindenhof“ v Teplicích

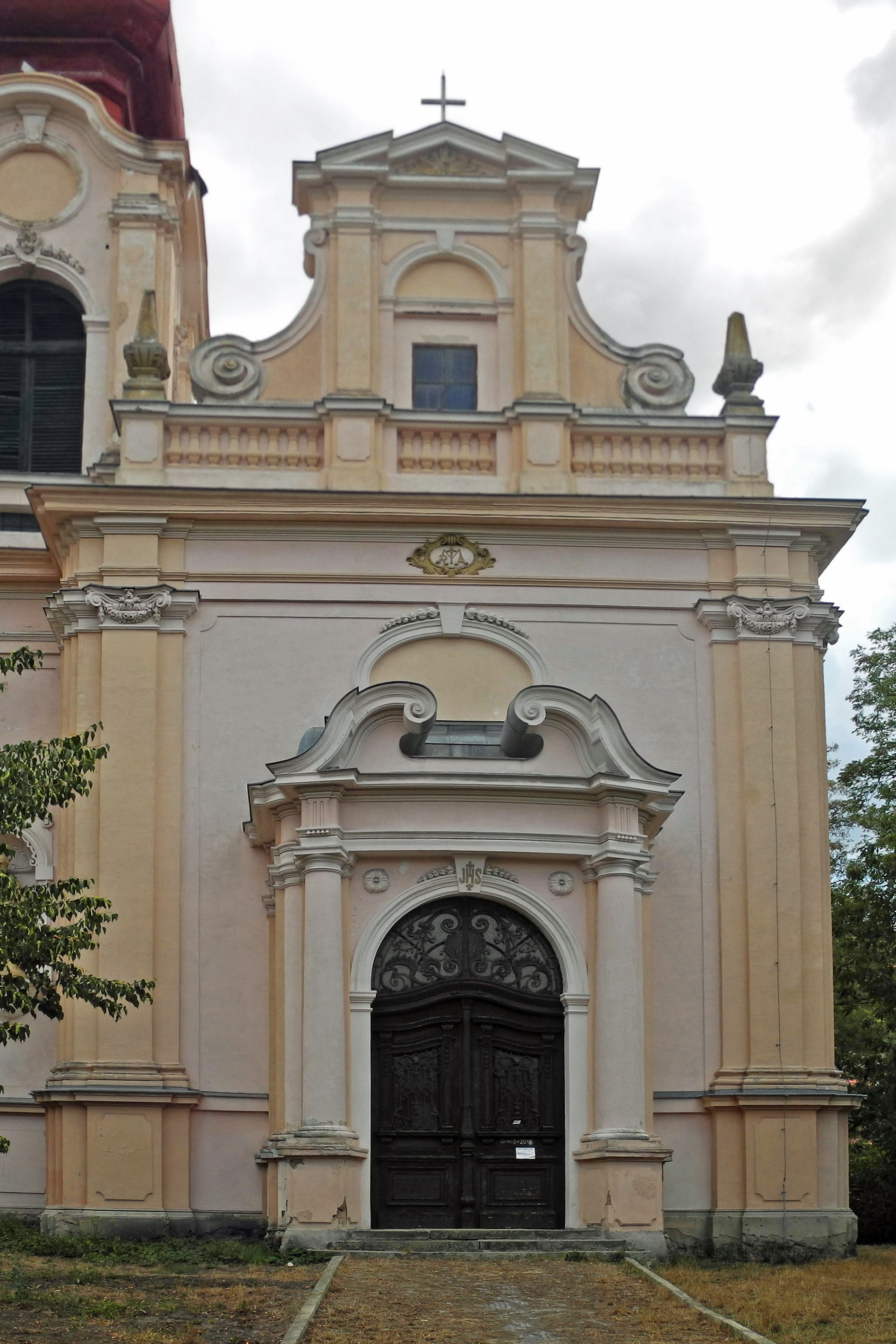
Kostel Nejsvětější Trojice v Ústí nad Labem-Střekově

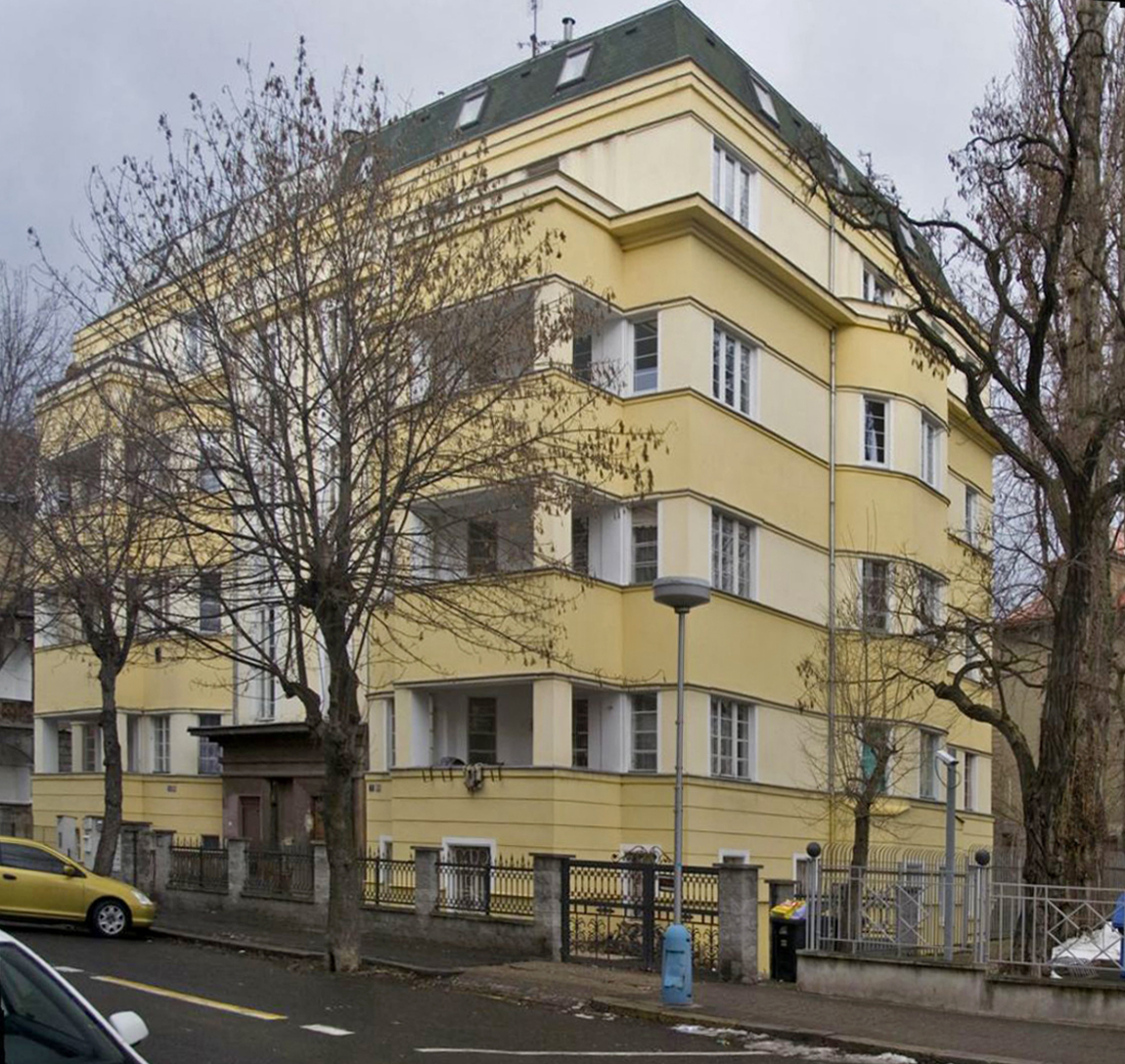
Expresionistický dvojdům v Teplicích

## Životopis

### Mládí
Narodil se v Třeboni v jižních Čechách v česko-rakouského šlechtické rodině. Navštěvoval nižší a vyšší reálku v Českých Budějovicích, v letech 1875 až 1880 pak studoval architekturu na Technické univerzitě ve Vídni. V letech 1881/82 byl zaměstnán v prestižní architektonické kanceláři Fellner & Helmer. 

### V Innsbrucku a Ústí nad Labem
V letech 1884 až 1886 byl stavbyvedoucím pro renovaci vlakového nádraží v Innsbrucku a v letech 1886 až 1889 stavbyvedoucím pro město Innsbruck. V letech 1888 až 1890 zde působil jako samostatný architekt a navrhl zde několik vil, mj. na zdejší ulici Siebererstraße. Obsadil první místo ve výběrovém řízení na bytové domy spořitelny na Schmerlingstraße v Innsbrucku. 
Od roku 1890 byl jmenován městským architektem v Ústí nad Labem (Aussig), kde se v roce 1891 oženil s Marií Hellerovou. Jeho svatebním svědkem byl jeho švagr, původem ústecký architekt Carl Rehatschek (1851–1913).  

### V Teplicích
Po roce 1895 otevřel architektonickou kancelář v Teplicích-Šanově (Teplitz-Schönau), kde rovněž bydlel, na pozdější Masarykově ulici č. 971/50, vedle kina Olympia (č. 1049/52) stavěného dle návrhu architekta Rudolfa Bitzana. 
Za svůj dlouhý profesní život dosáhl jedinečného stylistického vývoje. Začínal stavět ve stylu historismu, který kopíroval prvky tradičních architektonických slohů (zejména z renesance a baroka). Snad nejzdařilejší ukázkou jeho tvorby z této doby je společenský sál Lindenhof (dnešní Lipový dvůr) v Teplicích. Po roce 1900 pronikla do Teplic z Vídně secese. Loos v tomto stylu v Teplicích navrhl několik vil, mj. vilu Trojdům, dále pak mj. Kreuzingerovu knihovnu v Chebu.
Po první světové válce se začala prosazovat modernistická architektura. Loos v dalších letech vytvořil některé pozoruhodné stavby v expresionistickém a funkcionalistickém stylu, vzhledem k jeho pokročilému věku v období první republiky se však nabízí otázka, do jaké míry byl skutečně autorem pozdějších návrhů, nebo zda tyto práce realizovali jeho mladší kolegové (např. Palác Concordia nebo dvojdům v Kollárově ulici v Teplicích). 

### Vysídlení a úmrtí
Po druhé světové válce byl v během odsunu českých Němců z Československa v letech 1945 až 1948 deportován ze země do Rakouska. 
Max von Loos zemřel 5. ledna 1953 v korutanském Kötschach-Mauthenu ve věku 94 let. 

## Dílo (výběr)
- Vila v Innsbrucku, Siebererstraße 3 (zničena) a 5, 1887
- Pět činžovních domů v Innsbrucku, Schmerlingstraße 2, 4, 6, 1887–1889
- Kaple na bývalém městském hřbitově v Ústí nad Labem (Ovčí vrch), 1890 (zbořena v 60. letech 20. století)
- Německé gymnázium, (též Zelené gymnázium), Velká Hradební 424/13, Ústí nad Labem, 1892/93  (historismus, později součást Univerzity Jana Evangelisty Purkyně v Ústí nad Labem)
- Budovy Všeobecné nemocnice, Billrothstrasse (Pasteurova 9), Ústí nad Labem, 1892–1894 (zbořeno)
- Vila M. Russ, Vrchlického 974/10, Teplice, 1896
- Vila R. Hankeho, Vrchlického 1009/6, Teplice, 1896
- Klubovna Lindenhof (nyní Lipový dvůr), Lipová 239/2, Teplice, 1897/98 (novorenesance)
- Novostavba kostela v Dolním Jiřetíně, poté, co byl starý kostel zbořen[zdroj⁠?!] v důsledku důlních škod, 1898–1899 (zničen v 80. letech 20. století)
- Německá obecná a měšťanská škola, Nová 1871/5, České Budějovice, 1898–1900
- Nájemní domy, Duchcovská 501/17, 1032/19, 1033/21 a 1069/23, Teplice, 1899–1902
- Měšťanský dům „Ruského cara“, Laubeho nám. 330 (zničen), 1900 (postaven pro Franze Carla Stradala (1847–1901), právníka a městského radního Teplic)
- Úprava interiéru (včetně oprav) kostela Neposkvrněného Početí Panny Marie v Dubí, Ruská, Dubí 1900–1903
- Kostel Nejsvětější Trojice a fara na Střekově, Jeseninova, Ústí nad Labem – Střekov, 1903:
- Pavilon městského pivovaru Schönpriesen, Ústí nad Labem – Krásné Březno, 1903 (provizorní budova na hospodářské a průmyslové výstavě v Ústí nad Labem)
- Trojdům, Pod Doubravkou 1270/1, 1279/3, 1294/5, Teplice, 1905
- Módní a obchodní dům Adolf Ehrlich, 28. října 963/7, Teplice, 1908 (později Raiffeisenbank)
- K.k. Státní obchodní škola, Resslova 210/5, Ústí nad Labem, 1908–1910 (později Střední průmyslová škola strojní a elektrotechnická)
- Dvojvila, Pod Doubravkou 1462/7 a 2571/9, 1909
- Kreuzingerova knihovna, ul. Obrněné brigády 595/1, Cheb (pojmenovaná po podnikateli Dominiku Kreuzingerovi (21. 3. 1856 Cheb; † 21. 4. 1903 Arco)), 1909–1911
- Rekonstrukce kostela sv. Šimona a Judy v Zabrušanech, 1910–1917
- Nájemní domy v Teplicích, Ruská 1086/16, 1501/18 a 1502/20, 1911
- Novobarokní přestavba Císařských lázní v Teplicích, Laubeho náměstí 227/2, Teplice, 1912–1914
- Dvojdům, Kollárova 1872/5–7, Teplice, 1930 (expresionismus)
- Dům Reichenberger Versicherung Concordia, Masarykova 1910/27a, Teplice, 1931 (funkcionalismus, spolu s Paulem Schaeffer-Heyrothsberge, přestavěn v 70. letech 20. století)